# Hatun Ayllu
Hatun Ayllu es el nombre del linaje o panaca creada por el noveno Inca del Cuzco, llamado Pachacútec, el reformador del mundo. Como todas las demás panacas, o líneas de ascendencia, se pretendía agrupar a los hijos y familiares del soberano fundador con excepción de su heredero (Auqui) que, una vez coronado, habría dado a luz a su propia familia.

## Historia

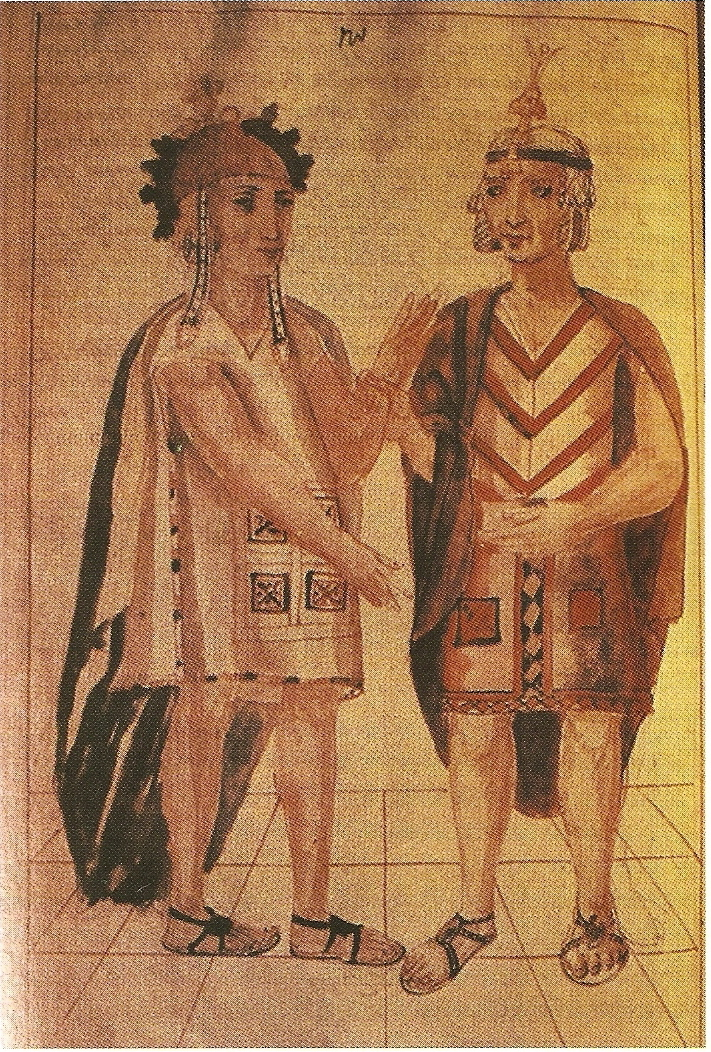
Dibujo de Pachacútec y su hijo heredero Túpac Yupanqui (Martín de Murúa).

Fue uno de los linajes más importantes y prestigiosos de la historia incaica. Considere que, además de su fundador, su sucesor e hijo, Túpac Yupanqui, fueron parte de esta panaca, antes de crear la suya. Por su parte, Huayna Cápac, hijo de Túpac Yupanqui era originario de la panaca de sus padres, pero, por parte de su madre, era pariente de Hatun Ayllu quien, por ello, era llamada la panaca de los soberanos, por excelencia.
El ayllu de Hatun, gracias a las constantes donaciones de su fundador, adquirió una fuerza patrimonial de primer orden y se convirtió en un referente esencial en la política del Cuzco, manteniendo su poder incluso después de la muerte de Pachacútec. Finalmente, su papel predominante tuvo que chocar con la familia de Cápac Ayllu, la panaca creada por Túpac Yupanqui. Incluso este linaje, de hecho, se había aprovechado de las hazañas afortunadas de su fundador para adquirir importantes tierras y riquezas y tenía la intención, a su vez, de actuar como la fuerza rectora de la política incaica.
Además, esta panaca jugó un papel político importante en los tiempos previos a la conquista española. Por ser el linaje de origen de la madre de Atahualpa, la participación de sus miembros fue decisiva en la guerra civil incaica contra la panaca materna de Huáscar, cuya madre perteneció al Cápac Ayllu.
Queda por observar que, según muchos cronistas, Pachacútec era originario de la panaca llamada Yñaca Panaca y que trató de fusionar este linaje con el Hatun Ayllu que estableció. Además, parece que su intento fue infructuoso porque la panaca Yñaca aún existía, incluso sin reconocimiento oficial, a la llegada de los españoles.

## Funciones
Dentro de sus funciones rituales, según Bernabé Cobo, esta panaca estaba encargada del culto del quinto ceque del Chinchaysuyo. Las huacas de este ceque eran las siguientes:
- La primera era Cusicancha, palacio donde nació Pachacútec, frente al Coricancha.
- La segunda, Pucamarca, santuario donde se guardaba al ídolo del trueno llamado Chucuylla.
- La tercera, Cuzcocalla, un grupo de piedras Pururauca en la calle que va de Pucamarca a la Plaza de Armas.
- La cuarta, Aucaypata, en la actual Plaza de Armas.
- La quinta, Coracora, un edificio al norte de la Plaza de Armas, donde dormía Pachacútec.
- La sexta, Sabacurinca, un asiento labrado en piedra frente a Sacsayhuamán.
- La séptima, Chacaguanacauri, una peña donde los iniciados iban a recoger paja durante el Warachikuy.
- La octava, Guamanguachanca, un afloramiento rocoso que sirvió como tumba a un hermano de Huayna Cápac.
- La novena, Cinca, una peña considerada pacarina de los Ayarmacas.
- La última era Corcorpuquio, un manantial ubicado en la actual montaña Huaynacorcor.

Durante las informaciones que mandó hacer el virrey Francisco de Toledo, se mencionan a don Diego Cayo, Juan Guallpa Yupangui, Domingo Pascac, Juan Quispe Cusi, Francisco Chauca Rimache, Francisco Cota Yupangui, Gonzalo Guacangui, Francisco Quicgua como representantes de esta panaca.